# Vandalize
Vandalize («Хулиганство») — третий студийный альбом японской рок группы Alice Nine, выпущен 14 января, 2009 года.

## Об альбоме
В Vandalize вошли одиннадцать песен, в том числе 2 песни вышедшие до альбома: 6 августа 2009 года вышла песня «Rainbows», 10 декабря 2009 года вышла вторая песня «Cross Game». Так же в альбом вошла перзаписанная песня Mirror Ball, имеющее новое звучание.
Альбом был выпущен в двух видах: обычное издание и ограниченное издание альбома. Обычное издание имеет CD с 11 песнями, а ограниченное издание помимо CD включает в себя DVD, с клипом на песню «the beautiful name». Обычное издание имеет белую обложку, а ограниченное чёрную.

## Список композиций
Все тексты для песен написал вокалист группы Сё.
Обычное издание
| №   | Название                                                         | Автор(ы) | Длительность |
| --- | ---------------------------------------------------------------- | -------- | ------------ |
| 1.  | «the beautiful name (красивое имя)»                              | Сага     | 5:38         |
| 2.  | «Hyakka Ryōran» (百花繚乱; Множество обильно цветущих цветов)»   | Хирото   | 3:48         |
| 3.  | «Rainbows (Радуги)»                                              | Сага     | 4:45         |
| 4.  | «Kiss twice, Kiss me deadly (Целуй дважды, Целуй меня насмерть)» | Сага     | 4:26         |
| 5.  | «Cross Game (Перекрёстная игра)»                                 | Сё       | 3:46         |
| 6.  | «Subaru» (昴; Плеяды)»                                           | Сага     | 6:26         |
| 7.  | «www. (Всемирная паутина)»                                       | Хирото   | 3:44         |
| 8.  | «Drella»                                                         | Сё       | 5:14         |
| 9.  | «Mirror Ball (Vandalize издание (Зеркальный шар)»                | Хирото   | 6:15         |
| 10. | «Innocence (Невинность)»                                         | Хирото   | 4:13         |
| 11. | «Waterfall (Водопад)»                                            | Сага     | 6:23         |

| №  | Название                                             | Длительность |
| -- | ---------------------------------------------------- | ------------ |
| 1. | «the beautiful name» видеоклип»                      |              |
| 2. | «Видео съёмок клипа»                                 |              |
| 3. | «Tsubasa (2008.8.31 Концерт в NAKANO SUNPLAZA HALL)» |              |

## Позиция в чарте и продажи
Альбом занял 7 место в чарте Oricon, продержавшись в нём 5 недель. Общее количество продаж составило 13 111 копий.

## Песни
- Rainbows

Выпущен: 6 Августа, 2008
Место в чарте: #6
Продажи в первую неделю: 15 921 копий
Общее количество продаж: 22 921 копий
- Cross Game

Выпущен:  10 Декабря, 2008
Место в чарте: #8
Продажи в первую неделю: 12 703 копий
Общее количество продаж: 12 703 копий